# Darren Debono
Darren Debono (9 gennaio 1974) è un ex calciatore maltese, di ruolo difensore.

## Procedimenti giudiziari
Darren Debono è ritenuto tra gli organizzatori dell'associazione per delinquere internazionale dedita al riciclaggio di gasolio libico, rivenduto dai terroristi dell'ISIS e a sua volta rivenduto anche in Italia.

## Carriera

### Nazionale
Ha collezionato cinquantasei presenze con la propria Nazionale.